# Thom Tillis
Thomas Roland ”Thom” Tillis, född 30 augusti 1960 i Jacksonville i Florida, är en amerikansk republikansk politiker. Han representerar delstaten North Carolina i USA:s senat sedan 2015.
Tillis besegrade sittande senatorn Kay Hagan i mellanårsvalet i USA 2014. Han valdes om i november 2020, då han besegrade demokraten Cal Cunningham.
Under 2017 var Tillis en av 22 senatorer som undertecknade ett brev till president Donald Trump som uppmanade presidenten att få USA att dra sig ur Parisavtalet.
Tillis har ett "A+" betyg från National Rifle Association (NRA). Under 2014, stödde NRA honom för hans kandidatur i senaten. Från och med 2017, var Tillis NRA:s fjärde mest finansierade mottagare, med totalt 4,4 miljoner dollar i donationer.
Tillis och hans tredje maka Susan bor i Cornelius, North Carolina. Paret har två barn tillsammans. Den 2 oktober 2020 testades Tillis positivt för COVID-19, vid Vita huset där deltagarna stred mot folkhälsoriktlinjerna och där Tillis interagerade nära med andra individer som inte bar masker.
I juni 2025 tillkännagav Thillis att han kommer att avsluta sina politiska förtroendeuppdrag i januari 2027. Han kommer således inte att kandidera för omval i november 2026.